# Movimento Verde Iraniano

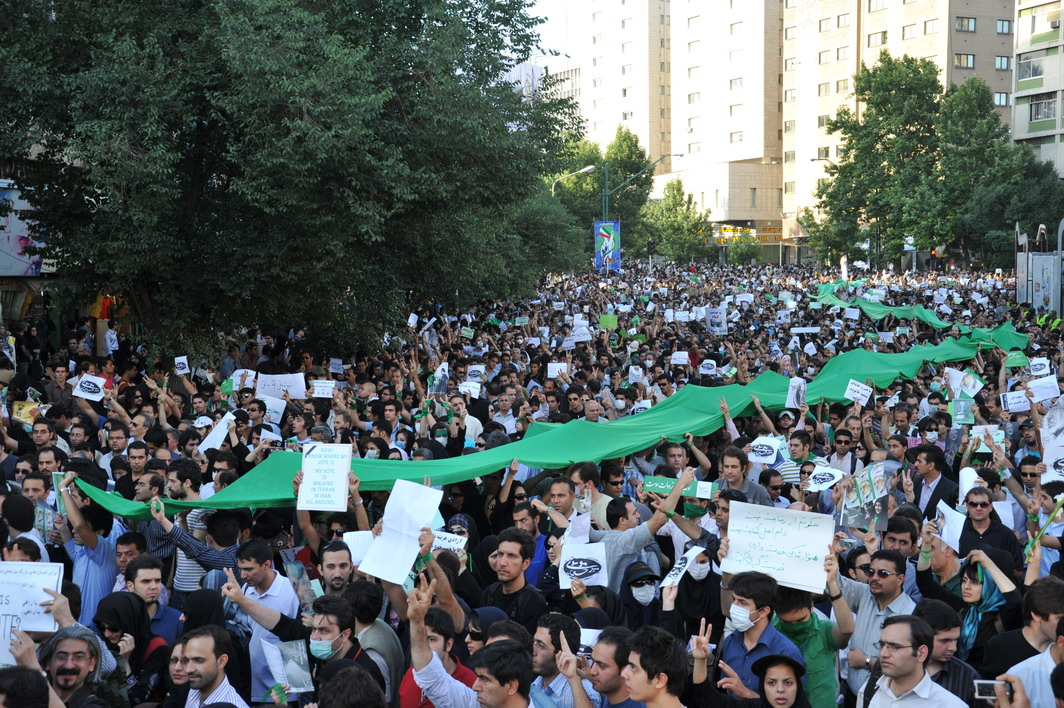
Protestos em Teerão, em 16 de junho.

O Movimento Verde Iraniano constituiu-se a partir de uma série de protestos, contestando o resultado da eleição presidencial do Irã de 2009, que dava a vitória ao presidente Mahmoud Ahmadinejad.
A cor verde foi inicialmente usada como símbolo da campanha de Mir Hossein Mousavi mas, após a eleição, tornou-se o símbolo do movimento em favor da anulação do pleito, que muitos consideravam ter sido fraudado.
Mir Hossein Mousavi e Mehdi Karroubi foram reconhecidos como líderes políticos do Movimento Verde Iraniano. Hussein Ali Montazeri também foi citado como líder espiritual. O candidato do governo, o conservador Presidente Mahmoud Ahmadinejad, venceu por maioria de dois terços dos votos, mas os apoiantes de Mussavi, o candidato oposicionista moderado, acusou o governo de manipulação dos votos. Os manifestantes anti-Ahmadinejad, em número nunca visto desde a Revolução Islâmica de 1979, gritavam frases em inglês visando a audiência internacional. Testemunhas afirmaram que protestos dessa magnitude nunca tinham ocorrido no Irã, desde a revolução de 1979.

## "Onde está o meu voto?"

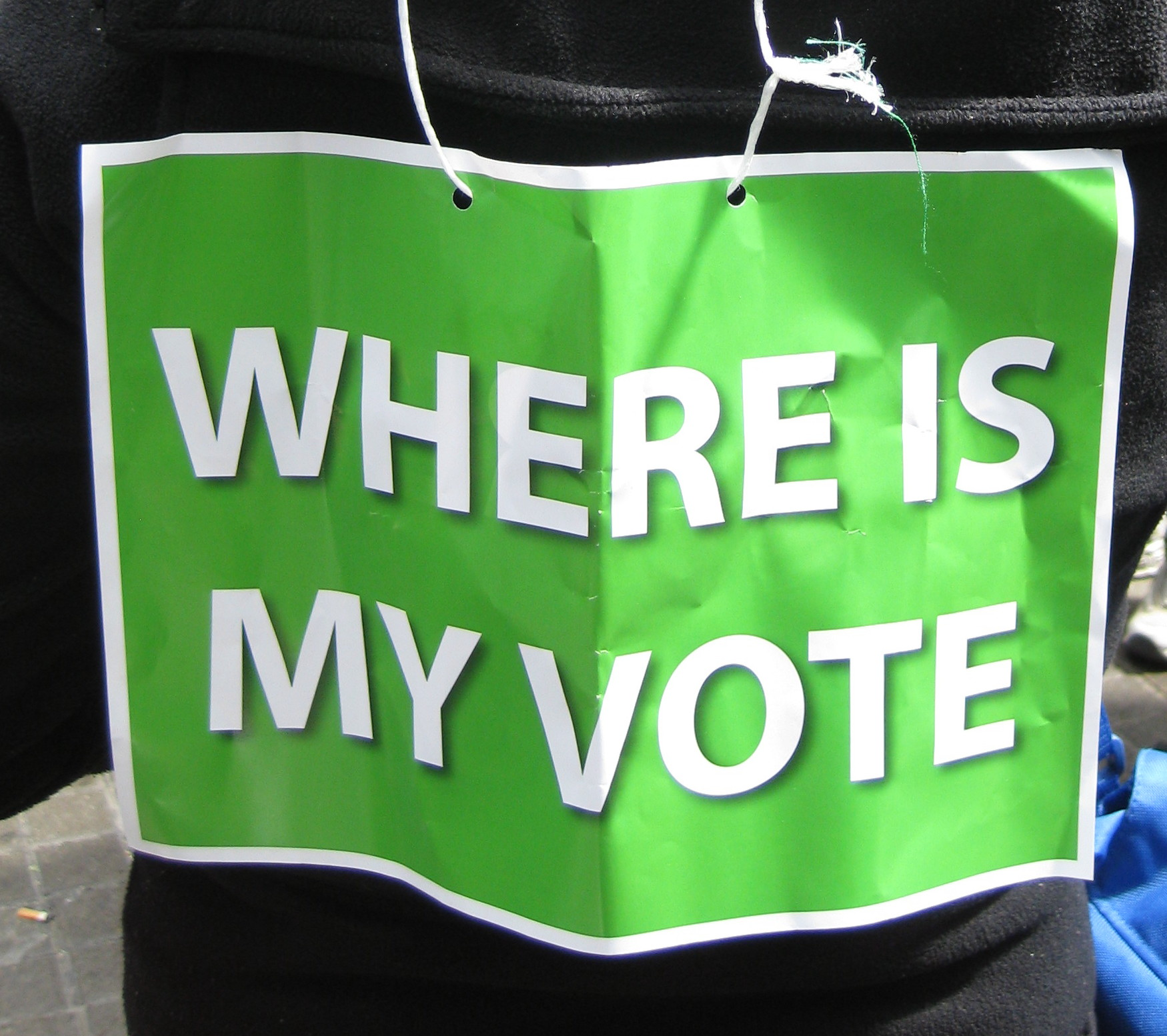
"Onde está meu voto?" - lema dos protestos, após as eleições presidenciais de 2009, no Irã.

Protestos do Movimento Verde Iraniano em Montreal, no Canadá.

Where is my vote? (em português: Onde está meu voto?; em persa: Râye man kodjâst? - رای من کجاست؟) foi o lema usado durante os  protestos realizados nas ruas das principais cidades do Irã e em outros países do mundo.
Embora o governo iraniano tivesse  proibido qualquer forma de manifestação da oposição no país - além de bloquear frequentemente o acesso à Internet, censurar sites de apoio à oposição e interromper os serviços de telefonia celular - centenas de milhares de iranianos foram às ruas, desafiando a lei e a força da República. Líderes de vários países do mundo e a mídia internacional, especialmente a dos Estados Unidos, sugeriam que o movimento pudesse conduzir a uma nova revolução.

### "A trilha verde da esperança"
Após os protestos de 2009, Mousavi e outros líderes reformistas criaram uma nova coalizão denominada "A trilha verde da esperança". Já que a criação de partidos e movimentos políticos necessita de autorização do Ministério do Interior do Irã, o movimento foi denominado "trilha", a fim de contornar a legislação do país. Fazem parte do movimento vários partidos políticos reformistas, ONGs  e redes sociais. Segundo os representantes da organização, sua estratégia consiste em articular as pressões  existentes na sociedade, atuando na oposição ao governo, dentro dos limites legais.
Porém, em fevereiro de 2011 as autoridades colocaram Mir Hossein Mousavi e Mehdi Karroubi em prisão domiciliar, condição em que permanecem.
O movimento verde também tem ramificações na Europa. Fundada por Amir Hossein Jahanchahi, a organização "Onda Verde"  declara ser o único grupo de oposição a prestar assistência logística e financeira à oposição reformista iraniana e tem anunciado a defecção de vários diplomatas iranianos na Europa - a exemplo de Mohammad Reza Heydari, ex-consul em Oslo que renunciou ao posto em janeiro de 2010 e pediu asilo político na Noruega - bem como do ex-piloto da Força Aérea Behzad Masoumi Legwan, que afirma que a dissidência entre os militares iranianos está crescendo.

## Citações
- "Isso não é uma outra revolução. Isso é um movimento por direitos civis", Hamid Dabashi, 24 de junho de 2009.[13]